# Oliver Wainwright
Oliver Wainwright (sinh tháng 7 năm 1984) là một nhà phê bình kiến trúc và thiết kế người Anh. Ông đã viết cho các tờ báo Anh The Guardian và The Times và là biên tập viên tính năng cho tạp chí ngành Thiết kế Xây dựng. Anh ấy được đào tạo và làm việc như một kiến trúc sư trước khi trở thành một nhà báo
Oliver Wainwright học kiến trúc tại Đại học Cambridge, tốt nghiệp với bằng kép hạng nhất, trước Đại học Nghệ thuật Hoàng gia.
Ngoài vai trò là một nhà văn và nhà báo, Wainwright đã cộng tác trong các dự án thiết kế với Tổ chức Kiến trúc và Bảo tàng Xây dựng Quốc gia, đồng thời giảng dạy tại một số trường kiến trúc của Anh. Anh là con trai của cựu nhà báo Guardian Martin Wainwright.
Wainwright đã ca ngợi công việc của công ty kiến trúc Stanton Williams và bảo vệ thiết kế của công ty về Phòng thí nghiệm Sainsbury sau khi nó giành được Giải thưởng RIBA Stirling năm 2012, mặc dù kiểu dáng bề ngoài của nó được đúc sẵn. Ông đã chỉ trích thiết kế của Bảo tàng Liverpool, nêu bật các vấn đề vượt quá ngân sách và theo ý kiến của ông là quá gần với Thành phố Hàng hải Liverpool Mercantile City, vào thời điểm đó đã được UNESCO công nhận là Di sản Thế giới. Anh ấy mô tả nhà hàng ở tháp Walkie Talkie ở số 20 đường Fenchurch là "giống như đang ở trong nhà ga sân bay"

## Liên kết ngoại
- Oliver Wainwright | The Guardian